# Куватова, Леонора Сафыевна
Леонора Сафыевна Куватова (баш. Леонора Сафа ҡыҙы Ҡыуатова, род. 1948, Уфа) — артистка балета и педагог, художественный руководитель Башкирского хореографического колледжа имени Р. Нуреева (в 1994—2005 годах и с 2007) и балетной труппы Башкирского театра оперы и балета (с 2009). Народная артистка РСФСР (1982) и Башкирской АССР (1974), лауреат премии имени С. Юлаева и премии журнала «Балет» «Душа танца».
Была супругой артиста и балетмейстера Шамиля Терегулова (1947—2008).

## Биография
Куватова Леонора Сафыевна родилась 9 ноября 1948 года в Уфе. Происходила из башкирского дворянского рода Куватовых.
Училась в Ленинградском хореографическом училище, где среди её педагогов были И. А. Трофимова и А. И. Пушкин. В школьной сценической практике танцевала на сцене театра им. С. М. Кирова, в паре с Михаилом Барышниковым исполняла главную партию в балете Василия Вайнонена «Щелкунчик».
После окончания училища в 1967 году была принята в Башкирский театр оперы и балета. Была солисткой его балетной труппы до 1993 года. Выступала с зарубежными гастролями в Германии, Польше, Венгрии, Италии, Франции, Португалии, Голландии, США, Индии, Вьетнаме, Мексике, Японии.
В 1987 году начала преподавать классический танец в Уфимском хореографическом училище (ныне — Башкирский хореографический колледж имени Рудольфа Нуреева), в 1994 году была назначена на должность его художественного руководителя, которую занимает в настоящее время (с перерывом в 2005—2007 гг.).
Начиная с 2002 года работает педагогом-репетитором в Башкирском театре оперы и балета. Также вместе с Шамилем Терегуловым работала в Японии, в балетной студии балерины Ёко Цукамото, давала мастер-классы в Японии, Турции, Италии.
Среди учениц Куватовой — балерины Наталья Сологуб, Ирина Сапожникова, Лариса Олимпиева.
С 2009 года Леонора Куватова — главный балетмейстер Башкирского государственного театра оперы и балета. Занимая этот пост, была художественным руководителем Международного Фестиваля балетного искусства имени Рудольфа Нуреева в Уфе (2009, 2010, 2011).
Среди её работ в качестве постановщика — «Шопениана» М. Фокина, «Вальпургиева ночь» Л. Лавровского, акт теней из «Баядерки» М. Петипа. Куватова также является режиссёром программы номеров классической и современной хореографии «Обаяние классики».

## Репертуар
- Одетта и Одиллия, «Лебединое озеро» П. И. Чайковского
- принцесса Аврора, «Спящая красавица» П. И. Чайковского
- Жизель, «Жизель» А.Адана
- Китри, «Дон Кихот» Л. Минкуса
- Золушка, «Золушка» С. С. Прокофьева
- Мария, «Бахчисарайский фонтан» Б. В. Асафьева
- Анель, «Большой вальс» на музыку И. Штрауса
- Эвридика, «Орфей» Е. Фомина
- Керри, «Сестра Керри» Р. Паулса
- Сюимбике, «Шурале» Ф. З. Яруллина
- Зайтунгуль, Журавлиная песнь Л. Б. Степанова и З. Г. Исмагилова
- Айсылу, «Люблю тебя, жизнь» Н. Г. Сабитова
- Айгуль, «Страна Айгуль» Н. Г. Сабитова (первая исполнительница партии)

## Награды и звания
- 1971 — Медаль «За доблестный труд. В ознаменование 100-летия со дня рождения Владимира Ильича Ленина»
- 1971 — Заслуженная артистка Башкирской АССР
- 1974 — Народная артистка Башкирской АССР
- 1982 — Народная артистка РСФСР
- 1987 — Премия имени Салавата Юлаева
- 07.03.2023-удостоена ордена Салавата Юлаева